# Vredefort-Krater
Koordinaten: 27° 0′ S, 27° 30′ O
Der Vredefort-Krater (auch Vredefort-Struktur, Vredefort Dome und Vredefort Impact Site) in der südafrikanischen Provinz Freistaat ist der größte sicher identifizierte Einschlagkrater der Erde.

## Geographische Lage
Der Vredefort-Krater befindet sich im Norden der Provinz Freistaat rund 120 km südwestlich von Johannesburg, etwa genauso weit südlich des Witwatersrand-Gebirges und rund 75 km (jeweils Luftlinie) westlich des Vaal-Stausees. Er breitet sich im Witwatersrand-Becken bei Vredefort aus.

## Beschreibung, Geschichte, Geologie
Verschiedenen Angaben zufolge bildete dort der Impakt (Einschlag) eines Asteroiden, der vermutlich 10 km Durchmesser aufwies, vor gut zwei Milliarden Jahren (genaue Datierung anhand von vorgefundenen Zirkonkristallen: 2023 ± 5 mya) einen bis 320 km langen und 180 km breiten Krater mit mehreren Ringen. Neueren Forschungen zufolge könnte der Impaktor sogar einen Durchmesser von 20–25 km gehabt und einen Krater von 250–280 km Durchmesser erzeugt haben.
Durch den Einschlag wurde ursprünglich ein Loch von 40 km Tiefe und 100 km Durchmesser in die Erdkruste gerissen, dessen Wände recht bald nach dem Impakt einstürzten und den oben genannten, etwa 10 km tiefen Krater hinterließen. Aufgrund von Erosion und Plattentektonik ist von diesen Ringen heute allerdings nur noch der Vredefort-Ring mit etwa 50 km Durchmesser im nordwestlichen Teil des Kraters vorhanden.
Im Zentrum des Vredefort-Kraters befindet sich der Vredefort Dome, eine kuppelartige Aufwölbung, von der man anfangs annahm, sie sei vulkanischen Ursprungs. Dies wurde erst Mitte der 1990er Jahre widerlegt. Zahlreiche Funde von Impaktiten und Strahlenkegeln zeugen von der Entstehung der Vredefort-Struktur durch einen Meteoriteneinschlag.
Das Leben spielte sich zum Zeitpunkt des Einschlages noch einzellig im Meer ab. Im Orosirium als Teil des Paläoproterozoikum bildete sich durch Cyanobakterien der erste Luftsauerstoff und damit auch die Ozonschicht, die die Besiedelung des Landes ermöglicht hat. Entsprechend sind die Auswirkungen des Einschlages auf die Evolution weniger offensichtlich als bei späteren großen Asteroideneinschlägen.

## Wirtschaftliche Nutzung
Nordwestlich der Stadt Parys wurde am Berg Leeuwkop in der Kernzone des Einschlags ein Steinbruch angelegt, aus dem Rohblöcke des anstehenden Granits gewonnen wurden. Es entwickelten sich weitere Steinbrüche in diesem roséfarbenen und grau zonierten Gestein. Dieser Parys-Granit genannte Naturwerkstein fand in Parys und Umgebung umfangreiche Verwendung im Hausbau, auch zu dekorativen Zwecken.

## Weltnaturerbe
Im Jahr 2005 wurden verschiedene geologische Formationen im Bereich des Kraters von der UNESCO zum Weltnaturerbe erklärt. Dies sind:
| UNESCO-ID | Offizieller Name                      | Region                  | Koordinaten                  | Fläche in Hektar        | Bemerkung               | Bild                    |
| --------- | ------------------------------------- | ----------------------- | ---------------------------- | ----------------------- | ----------------------- | ----------------------- |
| ZA-1162   | „Vredefort Dome“ (2005)               | „Vredefort Dome“ (2005) | „Vredefort Dome“ (2005)      | „Vredefort Dome“ (2005) | „Vredefort Dome“ (2005) | „Vredefort Dome“ (2005) |
| 1162-001  | Kerngebiet des Vredefort Dome         | Freistaat, Nordwest     | 26° 52′ 0″ S, 27° 16′ 0″ O   | 30.108,00               |                         |                         |
| 1162-002  | Verwerfung mit Stromatolithen         | Nordwest                | 26° 46′ 25″ S, 27° 16′ 12″ O | 1,00                    |                         |                         |
| 1162-003  | Brekzie-Fundstelle (chocolate tablet) | Nordwest                | 26° 55′ 12″ S, 27° 8′ 0″ O   | 1,00                    |                         |                         |
| 1162-004  | Pseudotachylit-Steinbruch             | Nordwest                | 26° 53′ 46″ S, 27° 24′ 30″ O | 1,00                    |                         |                         |